# Chondracanthus narium
Chondracanthus narium är en kräftdjursart som beskrevs av Zbigniew Kabata 1969. Chondracanthus narium ingår i släktet Chondracanthus och familjen Chondracanthidae. Inga underarter finns listade i Catalogue of Life.